# Эскадренные миноносцы типа «Аллен М. Самнер»
Эскадренные миноносцы типа «Самнер» — ВМС США ввёл в эксплуатацию более 50 эсминцев данного типа между 1944 и 1945 годами. Проект «Самнера» базировался на основе успешного типа «Флетчер», но «Самнер» был крупнее и сильнее вооружен, при этом имел больший резерв для модернизаций. Эти эсминцы часто называют короткокорпусными вследствие того, что последующий тип «Гиринг» был практически таким же, как и «Самнер», кроме 14-футовой секции, вставленной в средней части корпуса.

## История строительства
Первый 2200-тонный корпус типа Аллен М. Самнер был заложен на Bath Iron Works 24 мая 1943 года, через две недели после последнего «Флетчера» этой верфи (нормальный интервал времени производственного графика). Переход произошёл легко, потому что основная двигательная установка и основные размерения корпуса были сохранены, только с увеличением его ширины и установкой двух рулей для большей маневренности.
В отличие от одиннадцати верфей, которые строили «Флетчеры», только шесть верфей были привлечены для нового строительства. Шестьдесят девять судов было заказано 7 августа 1942 года и каждая компания получила свою группу бортовых номеров подряд. «Федеральный сухой док» получил меньшие номера кораблей: DDS 692—709, и таким образом головной корабль типа стал «Аллен М. Самнер» (DDS 692).

## Особенности конструкции

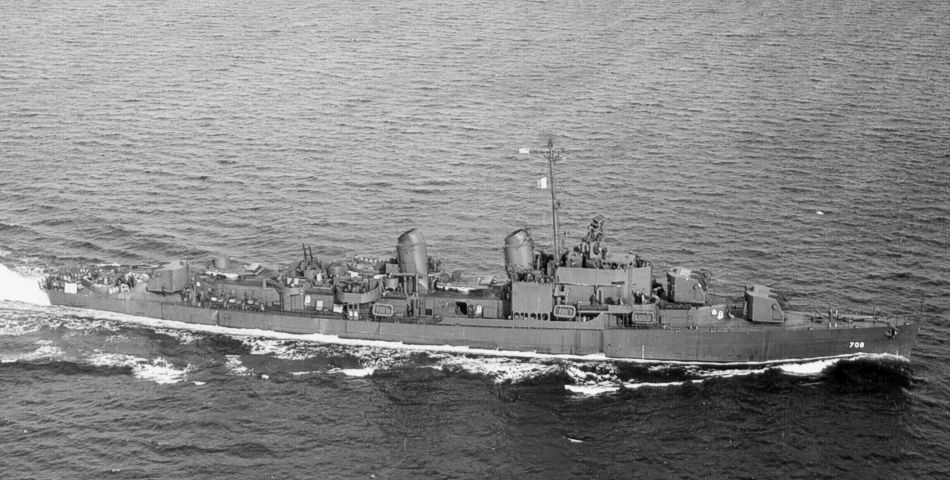
DD-708

«Аллен М. Самнер» нёс на 20 % 5-дюймовых пушек больше и почти на 50 % больше лёгкого зенитного вооружения в корпусе такой же длины, как и на «Флетчерах», будучи только на 15 дюймов (38 см) шире.
Стандартное водоизмещение по сравнению с предыдущим типом увеличилось на 7,5 %, а цена ещё меньше. На типе «Аллен М. Самнер» удалось существенно увеличить боевую мощь по сравнению с типом «Флетчер», при минимальном увеличении стоимости. Одинарный руль на «Флетчерах» обеспечивал крайне малую маневренность, поэтому установили два полубалансирных руля, в результате диаметр циркуляции на ходу 30 узлов составил 700 ярдов .

### Двигательная установка
Мощность энергетической установки составила 60 000 л. с. Масса энергетической установки составляла 822—824 дл. тонны. Запас топлива составлял 504 дл. тонн флотского мазута и 35 тонн солярки. Расчётная дальность по результатам испытаний составляла 5100 миль на ходу 15 узлов и 4000 на 20, фактическая — 4220 морских миль на 15 узлах, 4620 миль на ходу 12 узлов и 3240 на 20 узлах при проектной дальности 6000 миль на 15 узлах.
Рабочее давление пара — 40,0 кг/см², температура — 454 °C .

### Вооружение
На «Самнерах» 127-мм/38 артиллерийские установки, по опыту войны, были расположены не так как на «Флетчерах», а как на британских эсминцах типа «Джервис» в трёх двухорудиных установках, из которых две были носовыми, тем самым увеличив носовой залп в два раза. 5-дюймовые орудия наводились системой управления огнём Марк 37 Gun с радаром управления огнём Марк 25, связанными с аналоговым компьютером Марк 1A. Эта система управления огнём обеспечивала эффективное действие дальнего зенитного или противокорабельного огня.

#### Зенитное вооружение
У «Самнеров» было также больше стволов ближнего зенитного вооружения, чем у «Флетчеров»: двенадцать 40-мм пушек «Бофорс» и одиннадцать 20-мм «Эрликонов» по сравнению с восемью «Бофорсами» и семью «Эрликонами» для типичного модернизированного «Флетчера».

#### Торпедное вооружение

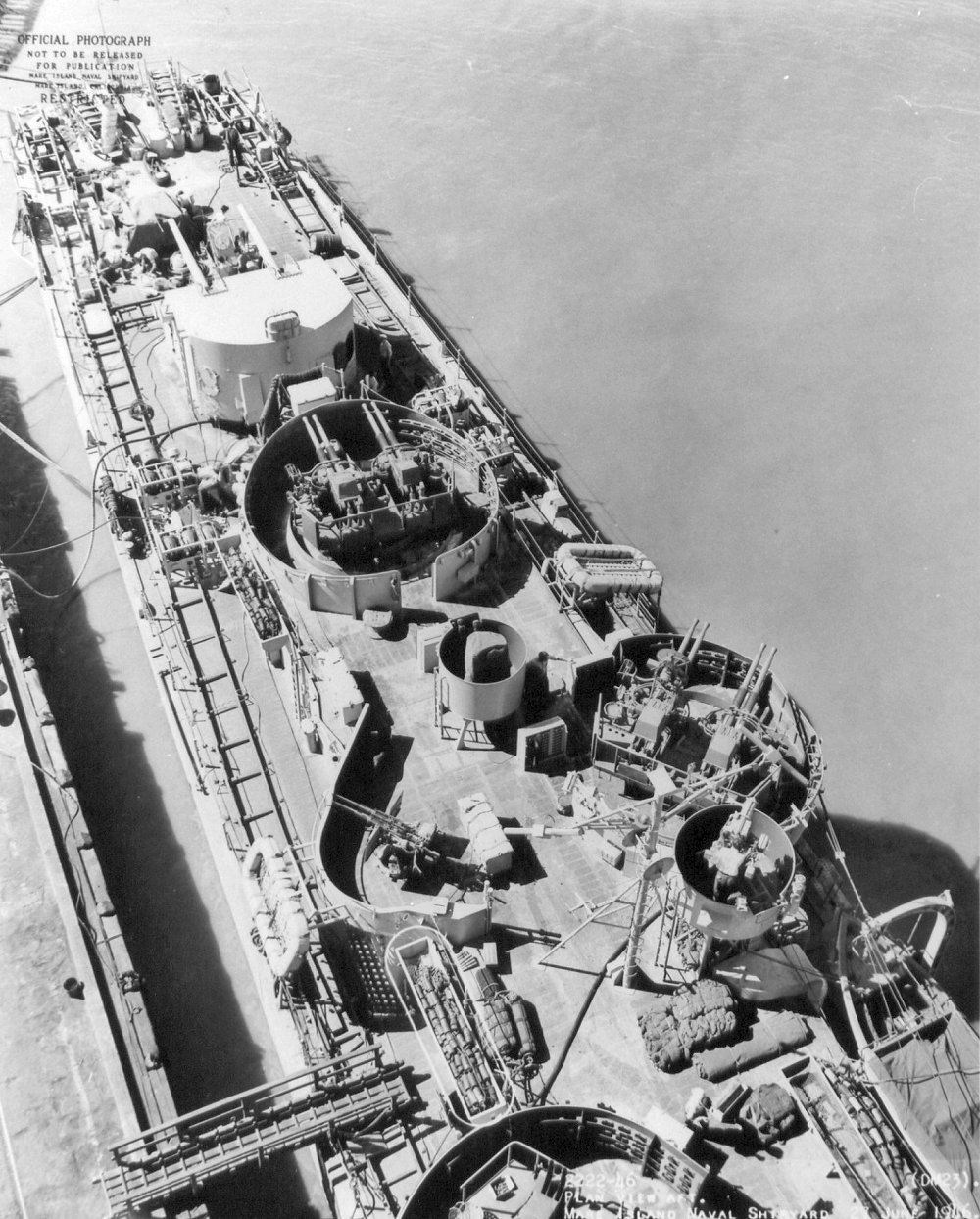
Бофорс на месте кормового торпедного аппарата на эсминце Robert H. Smith

Первоначальный проект сохранил мощное торпедное вооружение из двух 533-мм пятитрубных торпедных аппаратов, с торпедами Марк 15. Но поскольку в 1945 году угроза от камикадзе была гораздо выше, чем от немногих оставшихся японских кораблей, то весной 1945 года решили кормовой пятитрубный 21-дюймовый торпедный аппарат заменить на дополнительный третий счетверённый 40-мм «бофорс», при этом общее число 40-мм стволов стало 16.